# Lina von Berlepsch
Karoline „Lina“ Freifrau von Berlepsch, geb. Welebil, (* 29. April 1829 in München; † 29. März 1899 ebenda) war eine deutsche Schriftstellerin.

## Leben
Welebil kam als älteste Tochter eines Advokaten in München zur Welt. Sie wurde in Nymphenburg sowie am Institut Ascher in München erzogen und bestand schließlich die Prüfung als Sprachlehrerin. Im Jahr 1851 heiratete sie in Tettnang den Rechtskonsulenten Julius Künstle, der bereits 1859 verstarb. Der Ehe entstammten mehrere Kinder, von denen drei – darunter der spätere Arzt und Fachschriftsteller Guido Künstle (1853–1879) – überlebten. Lina Künstle zog mit ihren Kindern nach Stuttgart, wo sie schriftstellerisch tätig wurde. Sie übersetzte und bearbeitete vornehmlich amerikanische Werke frei. Diese wurden in mehr als 50 Zeitschriften veröffentlicht, erschienen aber auch separat im Druck. Ihre Werke fanden einen weiten Leserkreis, so wurde auch der Bienenforscher Freiherr August von Berlepsch auf ihre Veröffentlichungen aufmerksam. Beide begannen einen regen Briefwechsel und heirateten im Januar 1867. Durch einen Schlaganfall war August von Berlepsch bereits nach anderthalb Jahren gelähmt und wurde zum Pflegefall. Er verstarb 1877.
Von Berlepsch zog nach München, wo zwei ihrer Kinder lebten und arbeiteten. Sie setzte hier ihre schriftstellerische Arbeit fort. Zwischen 1895 und 1903 veröffentlichte J. Habbel eine 60-bändige Romanbibliothek, die aus freien Bearbeitungen amerikanischer Romane und Erzählung von von Berlepsch bestand. Unter anderem widmete sie sich dabei Werken von Dora Thorne und May Agnes Fleming. Insgesamt verfasste von Berlepsch rund 70 Romane und über 200 Novellen, Skizzen u. a. Sie war unter anderem Mitglied der Association internationale d’ecrivains catholiques. In den letzten Lebensjahren durch eine schwere Augenerkrankung beeinträchtigt, starb von Berlepsch 1899 in München.

## Werke (Auswahl)
- Nebelbilder. Erzählungen. Schneider, Mannheim 1869.
- Vermißte Dokumente. (Nach dem Amerikanischen.). Zuerst 1871 erschienen später bei Habbel, Regensburg 1901.
- Vetter Gottfried. Roman frei nach dem Engländischen. 1872.[3]
- Zur Bühne. Roman, nacherzählt. 1875.[4]
- Nur eine Puppe. 1875.[5]
- Eine Sylvesternacht auf dem Mississippi, Nach einem amerikanischen Original frei bearbeitet. Benziger, Einsiedeln 1874.
- Eine Nacht auf Java. Erzählung. 1875.[6]
- Um ein Juwel. Übersetzung nach E. G. Jones. 1875.[7]
- Ein wanhsinniger Führer. Nacherzählung. 1876.[8]
- In den Prairien. Nacherzählung. 1877.[9]
- Kuriert, Nacherzählung. 1877.[10]
- Im fernen Westen. Roman nach dem Amerikanischen. Bachem, Köln 1887.
- Romanbibliothek. Romane nach amerikanischen Originalen, 60 Bände, 1895–1903.
- Hochlandsgeschichten. Habbel, Regensburg 1904.